# Minstrel in the Gallery
| Críticas profissionais | Críticas profissionais |
| Avaliações da crítica  | Avaliações da crítica  |
| Fonte                  | Avaliação              |
| ---------------------- | ---------------------- |
| Allmusic               | 4 de 5 estrelas.       |

Minstrel In The Gallery é o oitavo álbum de estúdio da banda britânica Jethro Tull. Foi lançado em setembro de 1975 e alcançou o sétimo lugar nas paradas de álbuns pop da Billboard.
Este álbum foi remasterizado e relançado com cinco faixas bônus em novembro de 2002, trazendo também versões ao vivo de "Minstrel in the Gallery" e "Cold Wind to Valhalla".

## Faixas
1. "Minstrel In The Gallery" - 8:13
2. "Cold Wind To Valhalla" - 4:19
3. "Black Satin Dancer" - 6:52
4. "Requiem" - 3:45
5. "One White Duck / 010 = Nothing At All" - 4:37
6. "Baker St. Muse" - 16:39
7. "Grace" - 0:50

Faixas bónus
1. "Summerday Sands" - 3:44
2. "March the Mad Scientist" - 1:48
3. "Pan Dance" - 3:25
4. "Minstrel in the Gallery" - 2:11
5. "Cold Wind to Valhalla" - 1:32

## Personnel[2]
- Ian Anderson – flauta, violão, vocais
- Martin Barre – guitarras
- John Evan – piano e órgão
- Jeffrey Hammond – baixo e contrabaixo
- Barriemore Barlow – bateria, percussão

Pessoal adicional
- David Palmer – arranjos orquestrais e condução
  - Rita Eddowes, Elizabeth Edwards, Patrick Halling and Bridget Procter - violinos
  - Katharine Tullborn - violoncelo
- Brian Ward - fotos
- Ron Kriss e J.E. Garnett - capa, baseada em um trabalho de Joseph Nash
- Robin Black - engenheiro de som